# Arena Metato
Arena Metato è una frazione del comune italiano di San Giuliano Terme, nella provincia di Pisa, in Toscana.
La frazione deve la propria denominazione dalla fusione di due centri abitati, quello di Arena e quello di Metato.

## Geografia fisica

### Clima
La stazione meteo del Centro Funzionale Regionale della Toscana è sita in località Metato.
| Migliarino Dati SIR Toscana | Mesi | Mesi | Mesi | Mesi | Mesi | Mesi | Mesi | Mesi | Mesi | Mesi | Mesi | Mesi | Stagioni | Stagioni | Stagioni | Stagioni | Anno |
| Migliarino Dati SIR Toscana | Gen  | Feb  | Mar  | Apr  | Mag  | Giu  | Lug  | Ago  | Set  | Ott  | Nov  | Dic  | Inv      | Pri      | Est      | Aut      | Anno |
| --------------------------- | ---- | ---- | ---- | ---- | ---- | ---- | ---- | ---- | ---- | ---- | ---- | ---- | -------- | -------- | -------- | -------- | ---- |
| T. max. media (°C)          | 10,7 | 11,8 | 15,0 | 18,5 | 23,0 | 26,9 | 30,1 | 30,3 | 26,8 | 21,3 | 15,4 | 11,5 | 11,3     | 18,8     | 29,1     | 21,2     | 20,1 |
| T. min. media (°C)          | 1,9  | 2,8  | 5,4  | 8,2  | 11,3 | 14,1 | 16,6 | 16,5 | 13,9 | 10,0 | 5,8  | 2,7  | 2,5      | 8,3      | 15,7     | 9,9      | 9,1  |

## Storia

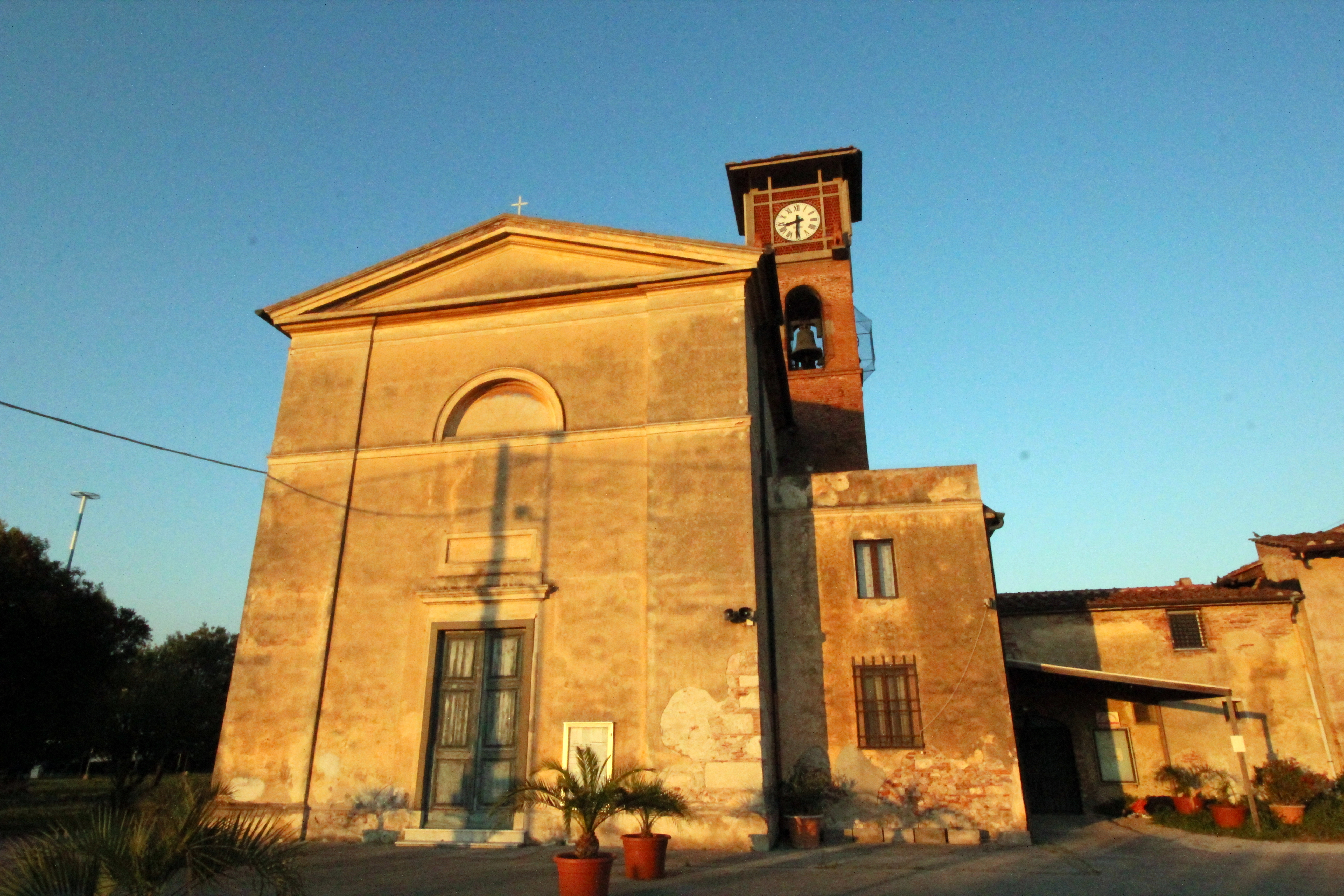
La chiesa di San Jacopo in Metato

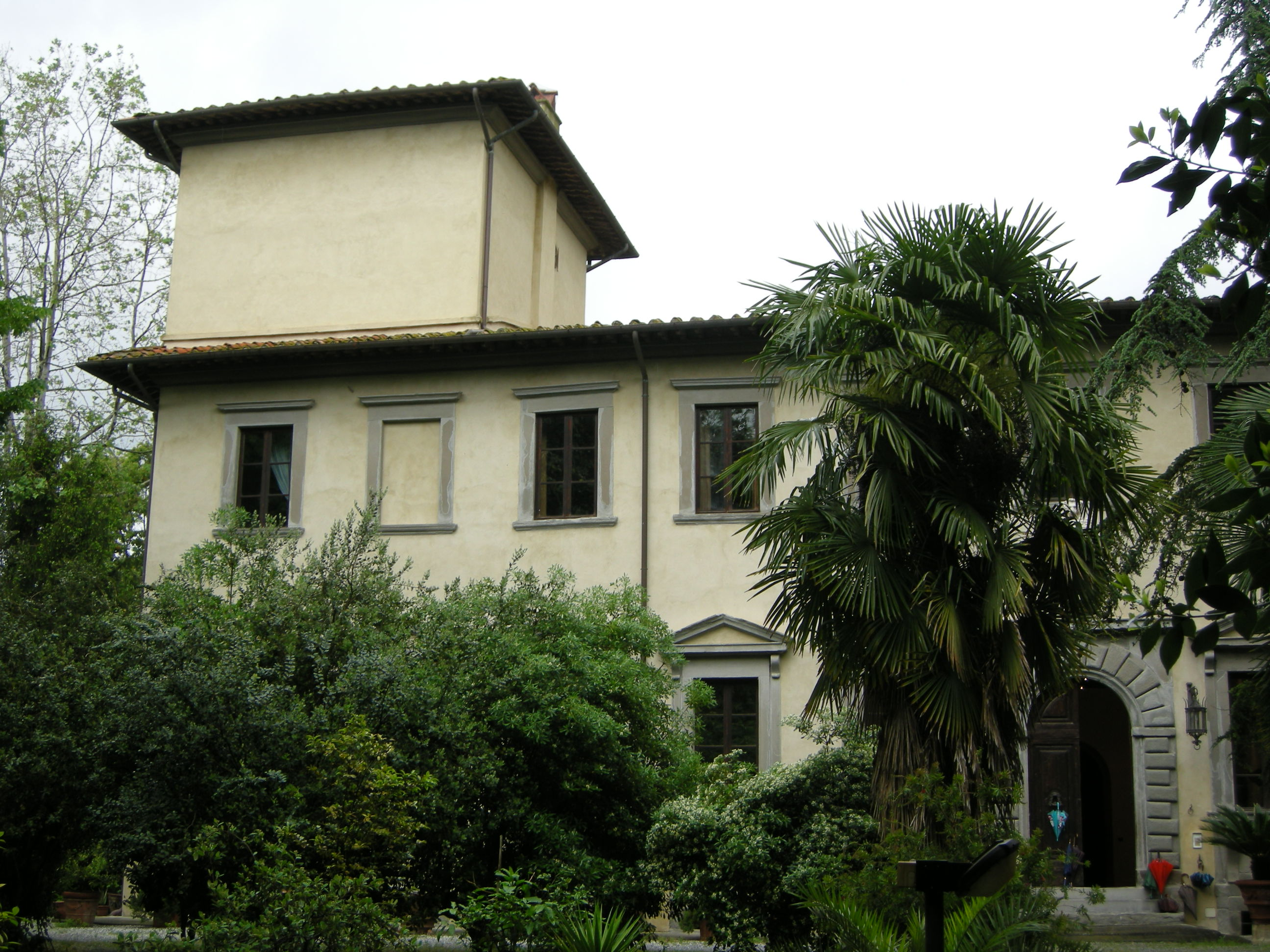
La villa medicea di Arena Metato

La frazione di Arena Metato sorse in epoca alto-medievale e fu proprietà della Corona d'Italia. La prima menzione del borgo di Arena si ha in una carta dell'archivio arcivescovile di Lucca del 724. Da questo documento si comprende che il territorio fu possesso di varie famiglie longobarde pisane, e che la corte di Arena stessa fu donata ad un nobile lucchese, il padre dell'arcivescovo Peredeo, dal re dei Longobardi. Arena si ritrova ricordata in un altro atto del 730. In un diploma di Enrico III del 1051 la corte di Arena e la chiesa di San Jacopo a Cafaggiareggi furono confermate all'abbazia di Sant'Antimo in Val d'Orcia. Metato è invece ricordato per la presenza di campi agricoli nei diplomi del 1º luglio 933 e del 26 marzo 941. A Metato fu stipulato l'11 ottobre 1116 un atto per la vendita del castello e del distretto di Bientina da parte di Rabodo margravio di Toscana all'Opera della Primaziale di Pisa. In epoca medievale, la frazione era dotata di tre chiese parrocchiali: la pieve di Arena e le chiese di San Cassiano a Metato e di San Jacopo a Cafaggiareggi. La pieve di Arena comprendeva sette chiese, tra cui quella di Cafaggiareggi, oltre che San Martino in Albano, Santa Maria al Pero, Santo Stefano di Rilione, San Michele d'Arbavola e San Ponziano. Di questi nuclei non è rimasta oggi traccia, mentre le chiese di Metato e Cafaggiareggi sono state demolite e sostituite da un unico edificio parrocchiale.
Nel 1551 i borghi risultavano spopolati e soltanto a partire dal XVIII secolo si iniziò a registrare un incremento demografico. Nel 1833 il borgo di Metato contava 415 abitanti, mentre quello di Arena ne contava 575.
Durante la seconda guerra mondiale, nel 1943 fu predisposto un rudimentale aeroporto militare dove vennero trasferiti alcuni gruppi di volo e riassegnati alla 3ª Squadra aerea con 8 Re.2001 e 4 Dewotine D.520 e altri successivamente. Questo piccolo campo di volo servì come difesa per gli attacchi Alleati delle vicine città di Pisa e Livorno.
Anche l'8 Gruppo CT dislocò qui parte dei suoi velivoli Macchi C200 fino ai primi giorni di Settembre 1943.
Sul volgere al termine della seconda guerra mondiale vi era qui allestito un campo di prigionia dell'esercito americano, dove fu rinchiuso nell'estate del 1945 anche il poeta Ezra Pound.
Negli ultimi decenni la frazione ha aumentato la propria popolazione e i due nuclei storici sono uniti in un'unica area urbana.

## Monumenti e luoghi d'interesse

### Architetture religiose
- Chiesa di San Giovanni Evangelista, chiesa parrocchiale di Arena, è attestata come pieve dal 1137 con il titolo di Santa Maria,[11] anche se l'attuale edificio è da ricondursi a quel San Salvatore di Carraia ricordato nel 1016.[11] Il piviere di Arena fu soppresso nel 1561.[11] La chiesa fu ricostruita nel 1709 e radicalmente ristrutturata negli anni cinquanta del XX secolo per riparare i danni subiti durante la seconda guerra mondiale.[11]
- Chiesa di San Jacopo, chiesa parrocchiale di Metato e della località di Cafaggiareggi, è stata edificata nel XIX secolo,[12] ma le sue origini risalgono al periodo alto-medievale,[12] quando nel 1051 è attestata la chiesa di San Jacopo a Cafaggiareggi.[7] Dal 1224 è ricordata compresa nel piviere di Arena[12] e nello stesso periodo le è affiancata un'altra chiesa, quella di San Cassiano a Metato, ancora oggi attiva, conosciuta come "il chiesino".[13]

### Architetture civili
- Villa di Arena Metato, detta anche villa L'Ammiraglio, elegante edificio costruito nella seconda metà del XVI secolo da Giulio dei Medici, figlio naturale di Alessandro de' Medici. La villa è stata sua residenza dal 1563 quando venne nominato dallo zio Cosimo I ammiraglio della flotta medicea a porto Pisano (Livorno) e dell'Ordine dei cavalieri di Santo Stefano. La villa, che viene attribuita al Buontalenti o al Francavilla, è disposta su due piani con finestre inginocchiate timpanate in pietra serena, in tipico stile fiorentino.[14][15]
- Villa Del Lupo, situata in località Arena, risale alla fine del XVIII secolo e fu costruita forse dall'architetto Alessandro Gherardesca, professore all'Accademia di Belle Arti di Pisa, su commissione di un abate della famiglia pisana dei Del Lupo. Nel 1964 venne scelta come set per alcune scene del film Una Rolls-Royce gialla di Anthony Asquith, con Alain Delon e Ingrid Bergman. La famiglia ha abitato la villa fino al 1975, dopodiché visse venticinque anni di grave abbandono, fino al 2000, quando fu interessata da un capillare lavoro di restauro.[15]

## Società

### Istituzioni, enti e associazioni
Associazioni di volontariato
La Pubblica Assistenza Società Riunite in Pisa è presente con una sezione della sua associazione, fornendo numerosi servizi alla cittadinanza.

## Geografia antropica
La frazione è frutto dell'unione di due centri abitati attigui, quello di Arena (3 m s.l.m., 204 abitanti) e quello di Metato (4 m s.l.m., 1 911 ab.).
Intorno a questo paese vertono poi altre quattro località maggiori: Cafaggiareggi (2 m s.l.m., 428 ab.), Casini (4 m s.l.m., 68 ab.), Il Lamo (4 m s.l.m., 224 ab.) e Piaggia (5 m s.l.m., 275 ab.).